# Missy Martinez
Missy Martinez (Los Ángeles, California; 15 de julio de 1986) es una actriz pornográfica estadounidense.

## Biografía
Missy Martinez, cuyo nombre de nacimiento es Melissa Martinez, nació en la ciudad de Los Ángeles (California) en una familia con ascendencia latina, principalmente mexicana, alemana, griega y nativoamericana de la tribu Hopi.
Missy comenzó a interesarse por la carrera en la industria del porno después de asistir a una convención de cine para adultos, mientras estaba en la Universidad. Después de ese evento contactó con la actriz porno Shy Love, quien la introdujo en la industria a través de la agencia Talent Managers.
Missy grabó su primera escena de sexo para Digital Playground en 2009. Comenzó grabando escenas de sexo lésbico, aunque eventualmente ha protagonizado también de chico-chica.
En 2012 consiguió el Premio AVN a la Mejor escena de sexo lésbico en grupo junto a sus compañeras de reparto Zoey Holloway, Diamond Foxxx y Brooklyn Lee por Cherry 2.
Ha grabado más de 470 películas como actriz.

## Premios y nominaciones
| Año  | Ceremonia                   | Resultado | Premio                                                   | Trabajo          |
| ---- | --------------------------- | --------- | -------------------------------------------------------- | ---------------- |
| 2012 | Premios AVN                 | Ganadora  | Mejor escena de sexo lésbico en grupo                    | Cherry 2         |
| 2013 | Nightmoves                  | Nominada  | Best Ethnic Performer                                    | —                |
| 2013 | Sex Awards                  | Nominada  | Porn's Best Body                                         | —                |
| 2013 | The Fannys                  | Nominada  | Thirsty Girl (Best Oral)                                 | —                |
| 2013 | Premios XBIZ                | Nominada  | Mejor escena de sexo en película lésbica                 | Against Her Will |
| 2014 | Premios AVN                 | Nominada  | Mejor Tease Performance                                  | Seduction 2      |
| 2014 | Premios XBIZ                | Nominada  | Mejor escena de sexo en película gonzo                   | Seduction 2      |
| 2015 | Premios AVN                 | Nominada  | Premio fan: Mejores pechos                               | —                |
| 2015 | Spank Bank Awards           | Nominada  | Most Voluptuous Vixen                                    | —                |
| 2016 | Premios AVN                 | Nominada  | Premio fan: Mejores pechos                               | —                |
| 2016 | Premios AVN                 | Nominada  | Premio fan: Mejor página web de una actriz porno         | —                |
| 2016 | Premios AVN                 | Nominada  | Mejor escena de doble penetración                        | Fucked Ra        |
| 2016 | Spank Bank Awards           | Nominada  | Prettiest "Whore Mouth"                                  | —                |
| 2016 | Spank Bank Awards           | Nominada  | Boobalicious Babe of the Year                            | —                |
| 2016 | Spank Bank Awards           | Nominada  | Bionic Butthole                                          | —                |
| 2016 | Spank Bank Awards           | Nominada  | The Dirtiest Player in the Game                          | —                |
| 2016 | Spank Bank Awards           | Ganadora  | Tweeting Twat of the Year                                | —                |
| 2016 | Spank Bank Technical Awards | Ganadora  | (Cl)ass Clown                                            | —                |
| 2016 | Spank Bank Technical Awards | Ganadora  | Most Damaged Taste Buds (Caused By Excessive Ass Eating) | —                |
| 2016 | Premios XBIZ                | Nominada  | Mejor escena de sexo en película lésbica                 | Fucked Ra        |
| 2016 | Premios XBIZ                | Nominada  | Mejor escena de sexo en película de todo sexo            | Missy Martinez   |
| 2016 | Premios XRCO                | Nominada  | Unsung Siren of the Year                                 | —                |
| 2017 | Premios AVN                 | Nominada  | Premio fan: Mejores pechos                               | —                |
| 2017 | Premios AVN                 | Nominada  | Premio fan: Estrella mediática                           | —                |
| 2017 | Premios XBIZ                | Nominada  | Mejor escena de sexo en película gonzo                   | In The Booty     |
| 2017 | Spank Bank Awards           | Nominada  | Bionic Butthole                                          | —                |
| 2017 | Spank Bank Awards           | Nominada  | Boobalicious Babe of the Year                            | —                |
| 2017 | Spank Bank Awards           | Nominada  | Most Comprehensive Utilization of All Orifices           | —                |
| 2017 | Spank Bank Awards           | Ganadora  | Masturbator of the Year                                  | —                |
| 2017 | Spank Bank Awards           | Nominada  | Most Volumptous Vixen                                    | —                |
| 2017 | Spank Bank Awards           | Nominada  | Prettiest Whore Mouth                                    | —                |
| 2017 | Spank Bank Awards           | Nominada  | The Total Package                                        | —                |
| 2017 | Spank Bank Awards           | Ganadora  | Tweeting Twat of the Year                                | —                |
| 2017 | Spank Bank Awards           | Nominada  | Webcam / Skype Show Girl of the Year                     | —                |
| 2017 | Spank Bank Awards           | Nominada  | Smooth As Silk                                           | —                |
| 2017 | Spank Bank Awards           | Nominada  | ATM Machine                                              | —                |
| 2017 | Spank Bank Awards           | Nominada  | Bad Ass Brunette of the Year                             | —                |
| 2017 | Spank Bank Awards           | Nominada  | Best All Around Porn Goddess                             | —                |
| 2017 | Spank Bank Awards           | Nominada  | Best Body Built For Sin                                  | —                |
| 2017 | Spank Bank Awards           | Nominada  | Best DSL                                                 | —                |
| 2017 | Spank Bank Awards           | Nominada  | Best Spitter                                             | —                |
| 2017 | Spank Bank Awards Technical | Ganadora  | Best Tanned Urethra                                      | —                |
| 2017 | Spank Bank Awards Technical | Ganadora  | The Merc With A Mouth…. Full Of Dicks                    | —                |
| 2018 | Premios AVN                 | Nominada  | Premio fan: Estrella mediática                           | —                |